# Muellera
Muellera es un género de plantas de la familia Fabaceae.

## Características
Árboles o arbustos, con corteza interior sin fluido resinoso al corte; tallos sólidos. Hojas con arreglo dístico en los brotes cortos; imparipinnadas, con los folíolos opuestos, bicolores, punteados, glabros en el haz, algo pelosos y regularmente papilosos en el envés. Inflorescencias axilares, simples, paucifloras y laxas; las flores en panícula, pediceladas geminadas sobre el raquis floral primario; corola lila a violeta o en ocasiones amarilla, punteada o epunteada.  Legumbres indehiscentes, generalmente aplanadas, elípticas a oblongas; semillas reniformes, con la testa quebradiza que se arruga al secarse.

## Especies
- Muellera amazonica M. Sousa[3]
- Muellera burkartii M. Sousa[4]
- Muellera chocoensis M. Sousa[5]
- Muellera denudata (Benth.) M. Sousa[6]
- Muellera fernandesii M.J.Silva & A.M.G.Azevedo[7]
- Muellera fluvialis (Lindm.) Burkart[8]
- Muellera glaziovii (Taub.) Chodat & Hassl.[9]
- Muellera leptobotrys M.J.Silva & A.M.G.Azevedo[7]
- Muellera lutea (I.M. Johnst.) M.J. Silva & A.M.G. Azevedo[7]
- Muellera mexicana (Zucc.) Benth.[10]
- Muellera monilis (L.) M.J. Silva & A.M.G. Azevedo[7]
- Muellera nitens M.J.Silva & A.M.G.Azevedo[7]
- Muellera sanctae-marthae (Pittier) M.J. Silva & A.M.G. Azevedo[7]
- Muellera sericea (Micheli) M.J. Silva & A.M.G. Azevedo[7]
- Muellera tozziana M.J. Silva[11]
- Muellera tubicalyx (Pittier ex Poppend.) M.J. Silva & A.M.G. Azevedo
- Muellera unifoliolata (Benth.) M. Sousa[12]
- Muellera variabilis M.J. Silva & A.M.G. Azevedo[7]
- Muellera verrucosa Pers.[13]